# اوانگا
اوانگا شهری در شهرستان باگاسی در استان باله در بورکینافاسوی جنوبی است و جمعیت آن ۴۹۳ نفر است.